# Capella de Sant Pere de Manyanet
La Capella de Sant Pere de Manyanet és una obra del poble de Manyanet al municipi de Sarroca de Bellera (Pallars Jussà) inclosa a l'Inventari del Patrimoni Arquitectònic de Catalunya.

## Descripció
Edifici unit a les cases fortificades del poblet i protegit pels seus murs. Dels seus vestigis només podem veure'n la façana, coberta de vegetació, amb una porta d'arc de mig punt i adovellada i a sobre un rosetó fet amb la mateixa pedra. Porta de fusta. A l'interior consta que hi havia un altar.

## Història
Hi havia una inscripció amb la data, de l'any 1700 i escaig, però s'ha perdut (Coba Vidal de Vilella ens ho explica). Cap 1982 va caure.